# Panel nástrojů

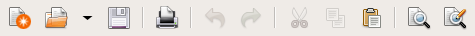
Panel nástrojů editoru gedit v linuxové distribuci Ubuntu

Panel nástrojů (též nástrojová lišta nebo toolbar) je v grafickém uživatelském rozhraní na displeji počítače ovládací prvek obsahující ikony, tlačítka, nabídky, vstupní pole atd. Panely nástrojů jsou častým ovládacím prvkem v kancelářském software, grafických editorech nebo internetových prohlížečích. Obvykle je možné jednotlivé tematické panely skrývat nebo přesouvat na různá místa v rámci programu.
Panely nástrojů pro internetové prohlížeče jsou často dodávány formou rozšíření, mezi jejich funkce patří vyhledávání, přístup do emailové schránky, vytváření záložek, odkazy na spřátelené služby nebo vytváření poznámek.
Každý panel obsahuje jiné funkce, vždy jde o to, od jakého je výrobce. Zatímco ty od společností jako Google, Yahoo!, Seznam.cz či Microsoft se zaměřují především na vyhledávání, rozšíření od antivirových společností jako např. AVG toolbar či McAfee se soustředí na hodnocení a kontrolu stránek.
Panely nástrojů u webových prohlížečů se často řadí mezi takzvané potenciálně nechtěné aplikace. Instalují se jako součást jiných programů, nezakáže-li uživatel jejich instalaci nebo si nevšimne že aplikace panel obsahuje. Často se pak změní vyhledávač v internetovém prohlížeči, například na Ask.com, Babylon, InBox a podobně.